# Michael Odgaard
Michael Odgaard (født 28. januar 1968) er en tidligere dansk atlet medlem af Aarhus 1900 og Skovbakken.
Han var dansk mester i højdespring 1999.

## Danske mesterskaber
- Sølv 2001 Højdespring-inde 2,00
- Sølv 2000 Højdespring 2,03
- Guld 1999 Højdespring 2,07
- Bronze 1997 Højdespring 2,00
- Bronze 1994 Højdespring 2,00

## Personlig rekord
- Højdespring: 2,07 1999
- Højdespring inde: 2,00 2001